# 로버트 라이언
로버트 라이언(Robert Ryan, 1909년 11월 11일 ~ 1973년 7월 11일)은 미국의 배우다.

## 영화
- 십자포화 (영화)
- 운명의 박차
- 배드 데이 블랙 록
- 지상 최대의 작전 (영화)
- 벌지 대전투
- 4인의 프로페셔널
- 특공대작전
- 안지오의 영웅들
- 와일드 번치 (영화)
- 달라스의 음모